# Фејсал-Вајцманов споразум
Споразум Фејсал-Вајцман је потписан 3. јануара 1919. године, између емира Фејсала (сина краља Хиџаза), који је за кратко време био краљ Арапске краљевине Сирије или Велике Сирије током 1920, и био је краљ Краљевине Ирака (данас Ирак) од августа 1921. до 1933, и Хаима Вајцмана (касније председника Светске ционистичке организације) као део Париске мировне конференције 1919, ради решавања спорова који су проистекли из Првог светског рата. То је био краткотрајни споразум о арапско-јеврејској сарадњи на развоју јеврејске домовине у Палестини и арапске нације у великом делу Блиског истока. 
Неколико савезника је можда предложило да представник ционистичке организације обезбеди споразум. Тајни Сајкс-Пико споразум је позивао на оснивање „Арапске државе или Конфедерације арапских држава“ ...... „под сувереношћу арапског поглавара“."Французи и Британци су такође предложили 'међународну администрацију, у форми о којој треба да се одлучи након консултације са Русијом, а потом у договору са осталим савезницима, „и представницима чувара Меке.“